# Камёнковское озеро
Озеро Камёнковское (официальное название; пол. Jezioro Kamionkowskie) или Езёрко-Камёнковское (разговорное; пол. Jeziorko Kamionkowskie) — озеро в пределах города Варшавы на окраине Скарышевского парка в районе Прага-Полудне, в микрорайоне Камёнек.

## Исторические сведения
Камёнковское озеро возникло на месте старого русла Вислы. В начале XX века озеро имело прямое водное сообщение с рекой. Позднее оно было отделено от него из-за нужд порта Праги.
В окрестностях нынешнего озера произошёл ряд важных исторических событий: здесь впервые проходили выборы польского короля (им стал Генрих Валуа), в 1656 году здесь поляки одержали победу над шведами во время так называемого «Шведского потопа». Это событие было описано Генриком Сенкевичем в романе «Потоп».

## Панорама

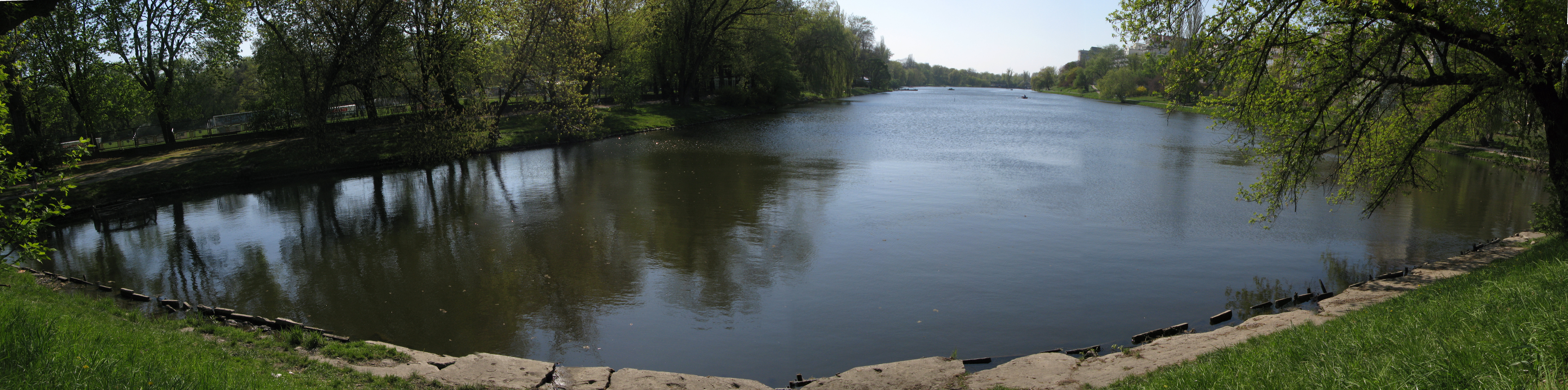
Панорама Камёнковского озера